# Oskar Giltay
Oskar Giltay (27 december 2006) is een Belgisch basketballer.

## Carrière
Giltay speelde in de jeugd van Bilzerse BC, BC Gems Diepenbeek en BasKet Tongeren. In 2023 maakte hij de overstap naar Limburg United waar hij op dubbele licentie uitkwam met BasKet Tongeren. Hij maakte nog datzelfde seizoen zijn debuut in de BNXT League in maart 2024 tegen Basketbal Academie Limburg. Hij tekende na het seizoen volwaardig bij Limburg United. Hij besloot echter toch in de NCAA te gaan spelen voor de Stanford Cardinal.

### Nationale ploeg
Giltay speelde voor de nationale jeugdploegen. Hij werd in november 2024 voor het eerst geselecteerd voor de nationale ploeg.